# École de Nancy (Kunst)

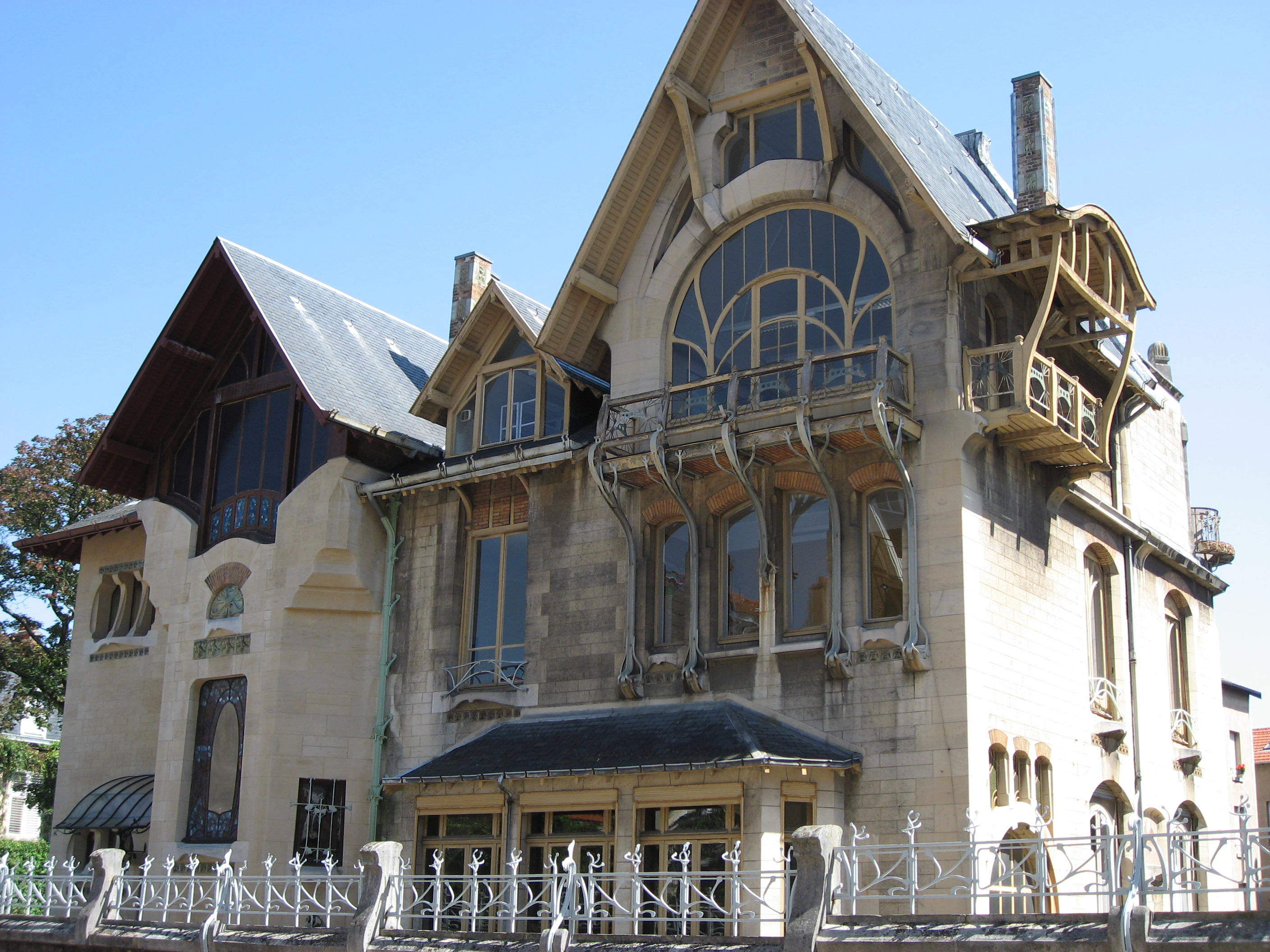
Die Villa Majorelle im Stil des Art Nouveau

Die École de Nancy (deutsch Schule von Nancy) bezeichnet den 1901 erfolgten Zusammenschluss führender Vertreter des Art Nouveau in der französischen Stadt Nancy.
Sie zeichnet sich vor allem durch die enge Zusammenarbeit von Künstlern, Industriellen und Kaufleuten aus. Bekanntester Vertreter der Stilrichtung war Émile Gallé. Besondere Anregungen fand die École de Nancy stilistisch in den Formen der belebten Natur und hier (Zitat des Guide Michelin) in „der sanften Sprache des Lothringer Waldes“. Ornamentalische Erkennungszeichen dieser École waren zum Beispiel die Verwendung der Abbildungen von Disteln, Libellen oder auch des Ginkgo.

## Kennzeichen
Bereits zum Zeitpunkt ihrer Gründung war die École de Nancy als Verbindung von Künstlern und Kunstindustrie definiert. Sie sollte es dem Zeitgeist entsprechend den urbanen Zentren außerhalb Paris ermöglichen, eine geistige Umgebung zu schaffen, die der Lehre und Entwicklung von industrieller Kunstfertigung dienlich sei.
Sie sollte insbesondere in Lothringen eine Brücke schlagen zwischen der hier stark entwickelten Industriebasis (insbesondere der Metallurgie) und den Kunsthandwerkern ( Kunsttischlern, Fayencekünstlern, den Glaskünstlern der Glasbläserei und Kristallverarbeitung sowie anderen kunsthandwerklichen Bereichen). Durch die Verbindung von kunsthandwerklichen Fertigkeiten und kaufmännischem Mäzenatentum sollte die systematische, industrielle Produktion von Kunst möglich werden. Dieser Ansatz schloss sowohl Einzelstücke, limitierte Auflagen als auch Serienproduktion ein. Ein möglichst großes, heterogenes kaufkräftiges Publikum im In- und Ausland sollte so angesprochen werden.
Die „Schule“ sah insbesondere die Förderung des Nachwuchses als wichtig an. Durch Ausschreibungen, Teilnahme an Wettbewerben sowie die praktische Ausbildung in den Betrieben gelang es, eine Reihe talentierter Nachwuchskräfte aus dem In- und Ausland zu gewinnen und zu fördern.

## Betätigungsfelder

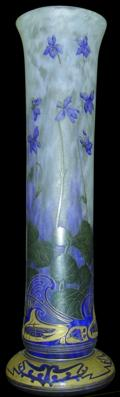
Vase der Glashütte Daum (Nancy) um 1900

Die École de Nancy hatte den Anspruch, möglichst viele Bereiche des menschlichen Alltags zu durchdringen und bündelte Künstler aus
verschiedenen Kunstrichtungen. Zur Glasmalerei, der Metallverarbeitung (Gürtler), der Tapezierkunst, der Goldschmiedekunst oder der Stickerei kamen ergänzend auch Architekten und Inneneinrichter hinzu.

## Einflüsse
Der Art Nouveau, selbst Teil der im deutschsprachigen Raum unter Jugendstil bekannten kunstgeschichtlichen Epoche, die ganz Europa erfasste, erlebte in Frankreich um die Jahrhundertwende vom 19. zum 20. Jahrhundert ihren Höhepunkt. Besondere durch die Arts-and-Crafts-Bewegung, zur Mitte des 19. Jahrhunderts in England hin, wurden die Themen einfache Schönheit, Nützlichkeit und Qualität in den Vordergrund gestellt. Im Gegensatz zu Arts and Crafts, sah Émile Gallé allerdings die Aussichtslosigkeit eines Kampfes gegen die immer weiter fortschreitende Industrialisierung. Für Gallé boten Standardisierung und Professionalisierung die Möglichkeit, einen größeren Markt zu bedienen und auch alltägliche Produkte künstlerisch zu gestalten. Weitere Inspirationsquelle der École de Nancy war der ferne Osten, insbesondere Japan.
Innerhalb des Art Nouveau in Frankreich zeichnet sich die École de Nancy durch eine Wiederaufnahme gotischer Elemente und des Rokokos aus. Die École de Nancy kann auch als versuchte Emanzipierung vom von der Hauptstadt vorgegebenen Stil gesehen werden.
Als Ideengeber wurden häufig Motive aus der belebten Natur gewählt. Emile Gallé arbeitete beispielsweise eng mit dem Naturalisten Dominique Alexandre Godron zusammen. Durch die in Nancy ansässige Schule für Gartenbau war auf diesem Bereich ein unkomplizierter Austausch möglich. So besuchte hier der Japaner Hokkai Takashima von 1885 bis 1888 Kurse, was wiederum den fernöstlichen Einfluss auf einige Werke erklärt.

## Geschichte
Die kunstgeschichtliche Epoche des Art Nouveau fällt in Europa mit der Jahrhundertwende zusammen. Zu Beginn standen vor allem die großen Metropolen des Kontinents im Mittelpunkt (Paris, Brüssel, München, Wien, Prag). Nach und nach entwickelten sich aber auch kleinere Städte zu bedeutenden Zentren der neuen Stilrichtung. In Deutschland zum Beispiel Darmstadt, Karlsruhe und Leipzig.

### Aufstieg Nancys als Industriezentrum
In Frankreich sollte sich besonders Nancy zu einem zweiten Zentrum des Art Nouveau neben Paris entwickeln. Die Stadt hatte, nach dem Anschluss Lothringens an Frankreich im 18. Jahrhundert, viel von ihrer einstigen Bedeutung verloren und mit einem starken Bevölkerungsrückgang zu kämpfen. So lebten um 1850 herum nur noch 40000 Einwohner in der Stadt. Zur Mitte des 19. Jahrhunderts wendete sich das Blatt. Mit der Fertigstellung des Canal de la Marne au Rhin 1853, und dem Bau der Bahnlinie von Paris nach Straßburg 1856, gelang es, die bis dahin rückständige Region anzubinden. Das erleichterte auch den Aufbau der chemischen und metallverarbeitenden Industrien, die Lothringen zu einer der am stärksten industrialisierten Regionen Frankreichs machen sollten.
Aber erst infolge des Deutsch-Französischen Krieges von 1870 wurde Nancy endgültig zur wichtigsten Stadt Ostfrankreichs. Während durch den Frieden von Frankfurt das Elsass und Teile Lothringens dem deutschen Reich zufielen, blieb Nancy bei Frankreich. Zuerst stellte die große Anzahl von französischsprachigen Flüchtlingen aus den annektierten Gebieten eine schwere Last für die Stadt dar. Unter den Neubürgern waren allerdings auch viele Industrielle aus dem Elsass, die einen großen Teil ihres Vermögens gerettet hatten. Sofort erkannte auch die Zentralregierung in Paris die strategische Bedeutung Nancys als Tor nach Osten und Aushängeschild Frankreichs gegenüber den verlorenen Gebieten. Diese Mischung aus Kapital, industriellem Wissen und einem dem Unternehmertum förderliches gesellschaftliches Klima führten zu einer bis dahin in Frankreich unbekannten wirtschaftlichen Dynamik. Das Aufkommen des Art Nouveau wird zum verbindenden Element für die Menschen unterschiedlicher Herkunft. Er verschafft dem wachsenden wirtschaftlichen Selbstbewusstsein auch eine neue kulturelle Identität.

### Gründung der École de Nancy

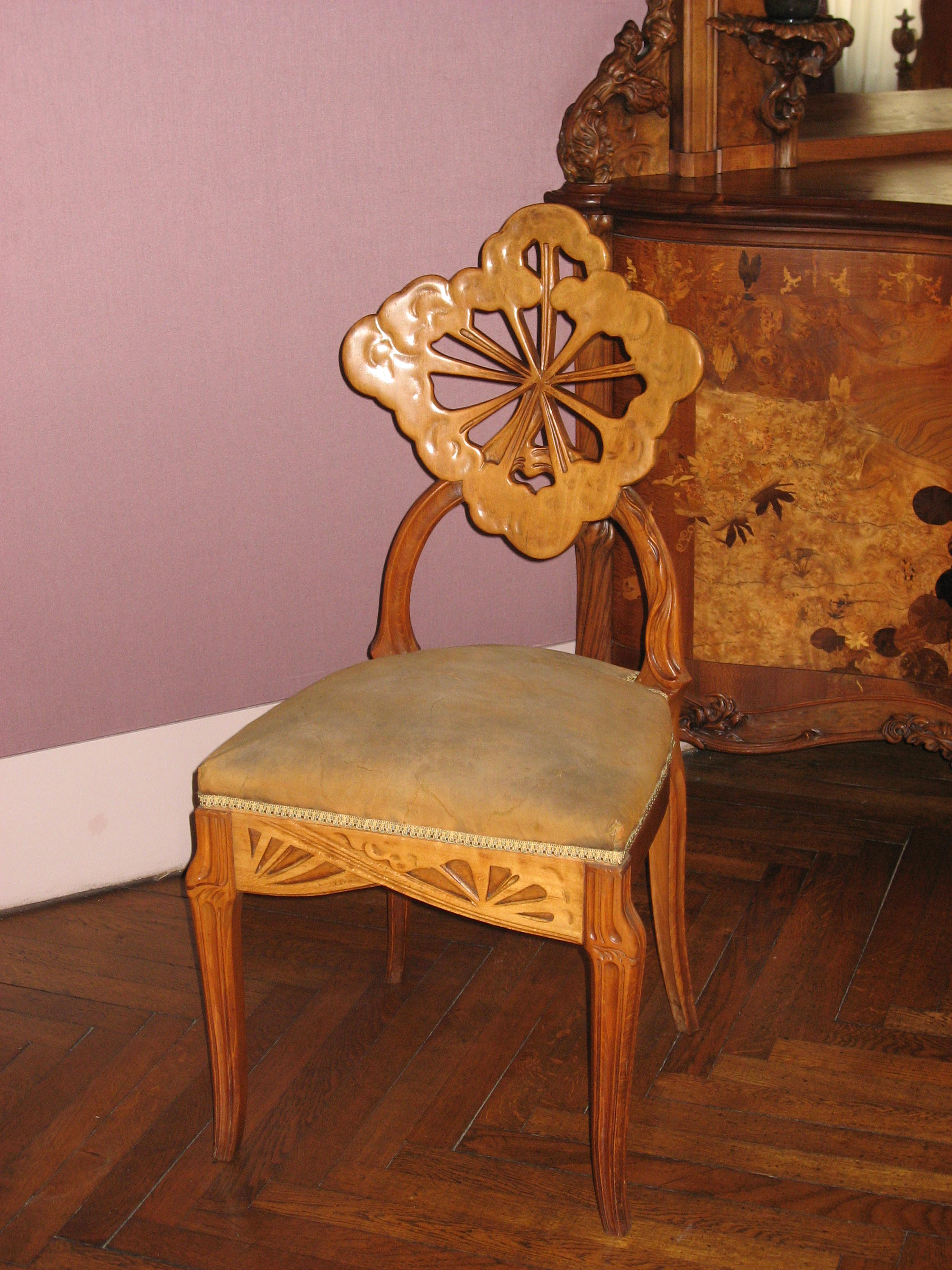
Stuhl im Museum der École de Nancy mit Riesen-Bärenklau als Motiv.

Während einzelne Künstler, wie beispielsweise Émile Gallé, bereits zur Weltausstellung 1889 in Paris ihre Werke vorstellen konnten, kann erst ab 1894 von einer wirklichen Künstlergemeinschaft gesprochen werden. Aus Anlass der Exposition d’arts décoratifs et industriel lorrain, organisiert vom Architekten Charles André, stellten die Künstler zum ersten Mal gemeinsam aus. Die Weltausstellung von 1900 in Paris sollte für die Gruppe zu einem durchschlagenden Erfolg werden. An die fünfzig Aussteller und Künstler aus Lothringen erhielten Auszeichnungen oder wurden geehrt. Darunter auch Antonin Daum und Louis Majorelle, die später zu Rittern der Ehrenlegion ernannt wurden.
Am 11. Januar 1901 publizierte Gallé einen offenen Brief an die Kunsthandwerker aus Lothringen in der Zeitung l’Étoile de l’Est mit der Aufforderung, sich zusammenzuschließen, um die eigenständige Kunstindustrie in Lothringen zu fördern. Geboten erschien ihm dies auch aufgrund des wachsenden Rückstandes gegenüber der deutschen Konkurrenz. Am 13. Februar 1901 wird schließlich offiziell die École de Nancy gegründet. Im gleichen Jahr beginnt diese auch Einfluss auf das Stadtbild zu nehmen. Majorelle vertraut dem Pariser Architekten Henri Sauvage den Bau seines Wohnhauses an. Viele weitere Gebäude in der Stadt sollten schon bald folgen, darunter Kaufhäuser, Banken und Hotels.
An der Ausstellung Prima Esposizione Internazionale d’Arte Decorativa Moderna 1902 in Turin konnten aufgrund von Finanzierungsschwierigkeiten nur Majorelle und Daum teilnehmen. 1903 stellte die Gruppe auf Initiative der Union centrale des arts décoratifs im Louvre aus. 1904 folgte eine weitere Ausstellung in Nancy.

### Niedergang
Mit dem plötzlichen Tod von Emile Gallé am 23. September 1904 übernahm Victor Prouvé die Leitung der École de Nancy. Ihre Tage waren allerdings gezählt. Eine letzte große Ausstellung gelang 1909, anlässlich der in Nancy stattfindenden Exposition internationale de l'Est de la France. Mit 2 Millionen Besuchern kam sie zwar längst nicht an die Weltausstellung von 1900 heran (geschätzte 50 Millionen Besucher), bot der Gruppe aber dennoch eine Gelegenheit, ihre Werke in einem eigenen Pavillon zu zeigen und zu vermarkten.
Der Ausbruch des Ersten Weltkrieges und das Aufkommen des Art déco markieren das endgültige Ende des Art Nouveau in Frankreich und der École de Nancy. Bis in die 1980er Jahre hinein wird das im Stadtbild vor allem architektonisch präsente Erbe verdrängt. In den 70er Jahren werden einige der Gebäude in Nancy sogar abgerissen um ein neues, modernes, Geschäftsviertel um den Bahnhof zu errichten.

## Wahrnehmung heute

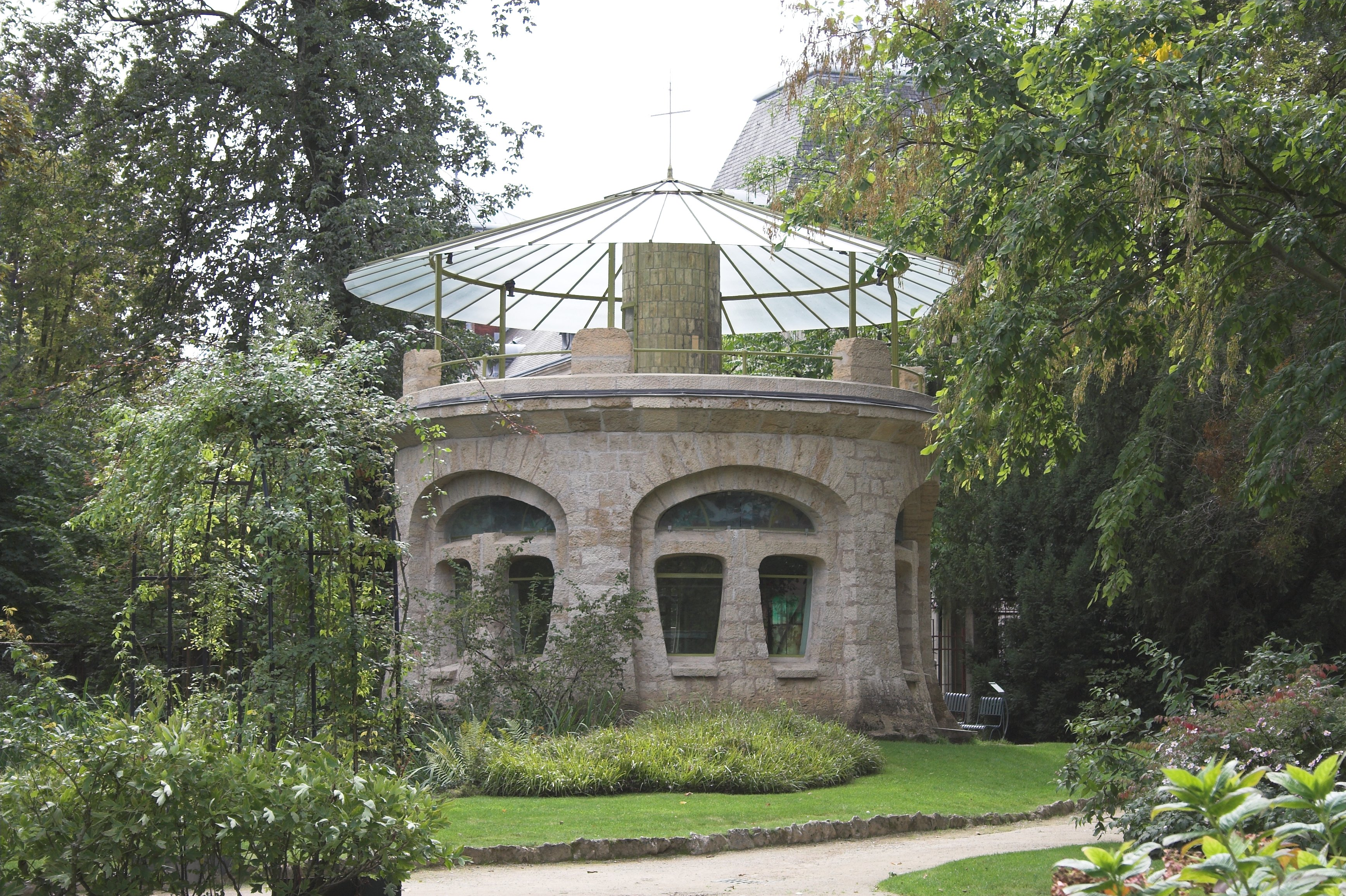
Ein Aquarium im Garten von Corbin. Am Dach lässt sich der japanische Einfluss erkennen.

Mit der Eröffnung des Musée de l’École de Nancy im Jahr 1954 ist es gelungen, innerhalb und außerhalb der Stadt neues Interesse für die École de Nancy zu wecken. Das Museum wurde in den Räumen des ehemaligen Anwesens von Eugène Corbin (1867–1952), eines bekannten Warenhauseigentümers und Mäzens, eingerichtet.
Mittlerweile hat auch in der Stadtverwaltung ein Sinneswandel eingesetzt. Anlässlich der Hundertjahrfeier wurden an die 350 Gebäude renoviert und über 50 davon stehen mittlerweile unter Denkmalschutz.